# Кивано
Кивано или африканска рогата краставица (Cucumis metuliferus) е растение от семейство Тиквови. В диво състояние расте в покрайнините на пустинята Калахари в Южна Африка.

## Ботаническо описание
Едногодишно лианообразно растение. Може да достигне до 3 м дължина. Плодовете са с жълт, оранжев или червен цвят и са покрити с множество шипове, които са доста твърди и бодливи. Имат зелена, подобна на желе вътрешност с многобройни бледо зелени семена. Плодовете достигат до 15 см дължина.

## Отглеждане и използване
Кивано се отглежда върху големи площи в Калифорния, Централна Америка, Нова Зеландия и Израел. В Европа и в България се отглежда основно от любители градинари. Растението се отглежда като краставиците, но киваното се нуждае от по-дълъг вегетационен период. Родовитостта е много добра. Киваното се бере, когато стане оранжево.
Консумират се зрелите плодове и по-точно намиращата се във вътрешността им желеподобната, зеленикава маса обвиваща множеството семена. Вкусът е приятен и освежаващ – наподобява комбинация между краставица и лимон.